# Mycetaspis personata
Mycetaspis personata är en insektsart som först beskrevs av Comstock 1883.  Mycetaspis personata ingår i släktet Mycetaspis och familjen pansarsköldlöss. Inga underarter finns listade i Catalogue of Life.